# Wendy Fisher
Wendy Fisher (1971) è un'ex sciatrice alpina statunitense.

## Biografia
Sciatrice polivalente originaria di Squaw Valley, la Fisher debuttò in campo internazionale in occasione dei Mondiali juniores di Aleyska 1989; in Coppa del Mondo ottenne il primo piazzamento il 7 dicembre 1991 a Santa Caterina Valfurva in supergigante (23ª), conquistò il miglior risultato il 12 gennaio 1992 a Schruns in slalom speciale (13ª) e prese per l'ultima volta il via il 2 febbraio 1994 a Sierra Nevada in discesa libera (52ª). Si ritirò durante la stagione 1995-1996 e la sua ultima gara fu uno slalom gigante FIS disputato il 9 gennaio a Mammoth Mountain; non prese parte a rassegne olimpiche o iridate.

## Palmarès

### Coppa del Mondo
- Miglior piazzamento in classifica generale: 73ª nel 1992

### Campionati statunitensi
- 4 medaglie (dati parziali fino alla stagione 1994-1995):
  - 1 oro (combinata[2] nel 1991)
  - 3 argenti (supergigante, slalom gigante, slalom speciale[3] nel 1991)